# Марч (автогоночная компания)
March Engineering — британская команда, конструировавшая и производившая гоночные автомобили различных классов, выступала в Формуле-1.

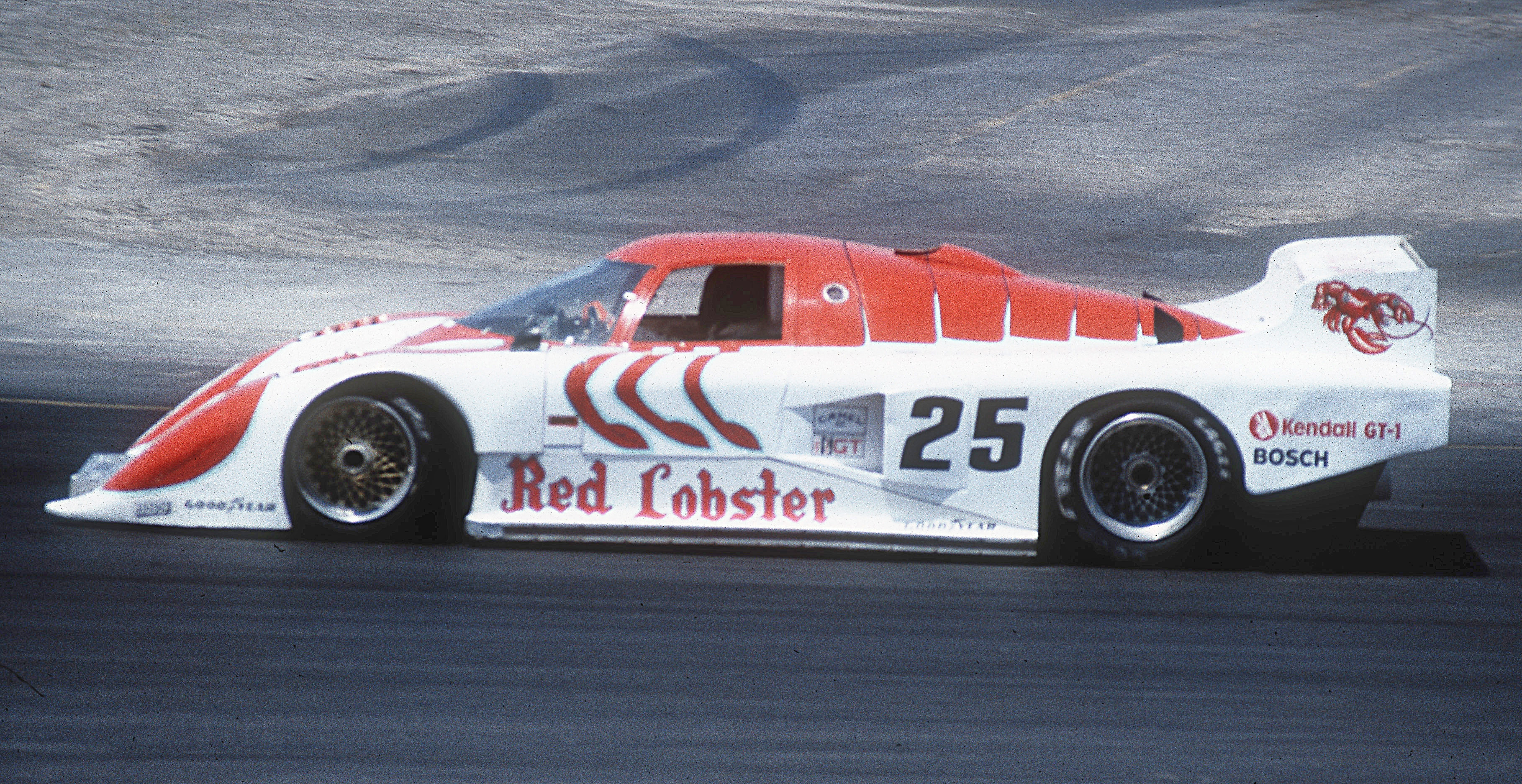
Спортпрототип March 83G-Chevy 1983 года для IMSA GT Championship

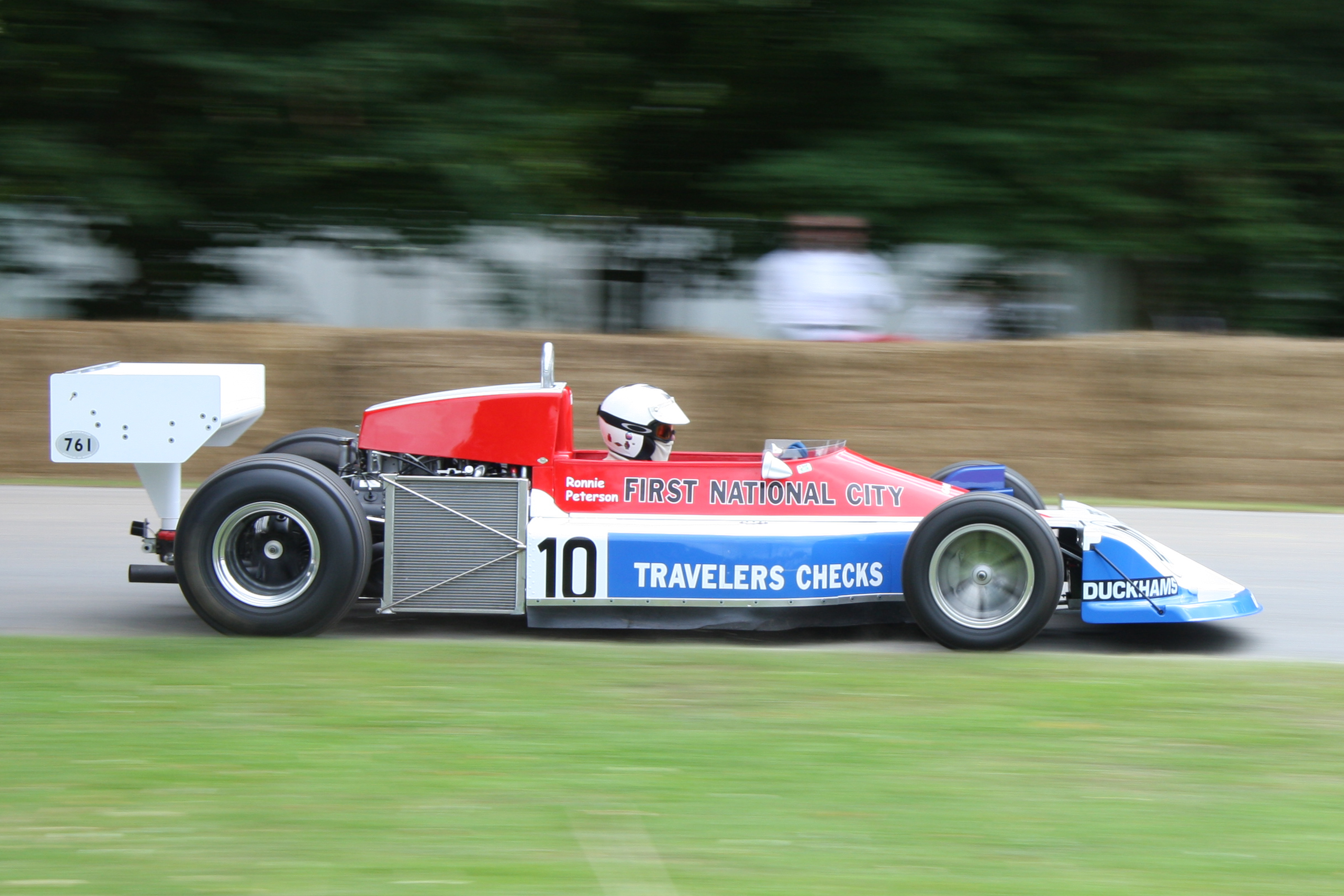
March 761 Ронни Петерсона на Фестивале скорости в Гудвуде.

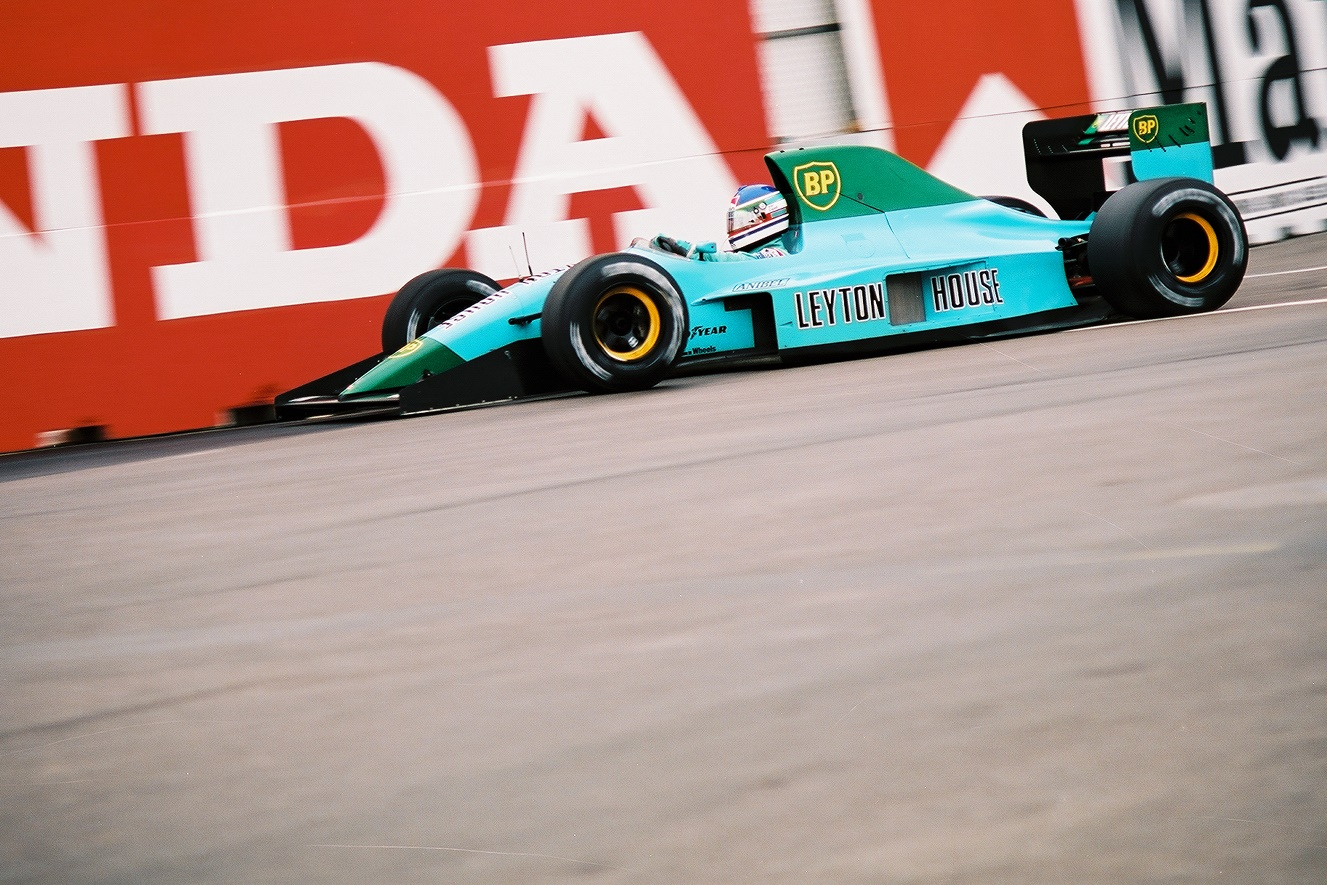
Иван Капелли Leyton House-March на Гран-при США 1991.

## 1970-е годы
- 1969 год — основание March Engineering. Имя компании состояло из первых букв фамилий её основателей: Макс Мосли (Мosley), Алан Риз[англ.] (Аlan Rees), Грэм Коукер[англ.] (Coacker) и Робин Херд[англ.] (Herd).
- 1969 год — создание первого автомобиля для Формулы-3.
- 1970 год — дебют команды в Формуле-1 и первая победа шасси March, Джеки Стюарт (Tyrrell Racing) за рулем March 701 на Гран-при Испании.
- 1971 год — Ронни Петерсон, выступавший за March Engineering, становится вице-чемпионом мира.
- 1975 год — первая победа заводской команды на Гран-при Австрии (Витторио Брамбилла).
- 1976 год — команда набрала 19 очков в сезоне. Гран-при Италии — последняя победа для March в гонках «Формулы-1» (вторая для команды и третья для шасси, Ронни Петерсон).
- 1978 год — March Engineering сконцентрировалась на Формуле-2 и стала разрабатывать гоночные машины для BMW.

## 1980-е годы
Спонсором команды в 1982 году стал Rothmans, но деньги пришли слишком поздно, и Адриан Рейнеке (который работал в качестве главного инженера), не успел закончить работу над машиной должным образом. В 1983 году Макдональд начал строить свои автомобили самостоятельно и в марте March снова оказались вне F1. March Engineering стала делать спортивные прототипы из BMW M1C, которые были оборудованы двигателями от Porsche или Chevrolet. В это время копии с March FW07 набрали популярность в Ф1. В конце 1980-х F3000 программы вначале затмили Lola и Ralt, и были практически уничтожены после вступления на рынок Reynard Motorsport. March начала новый сезон Формулы 1 в 1987 году с двигателем Ford 871, спонсорами являлась японская компания недвижимости Leyton House. Главным пилотом был Иван Капелли.

## 2000-е годы
В мае 2009 года команда March подала заявку на участие в F1 в 2010 году вместе с рядом других команд, однако она была отклонена руководством Формулы-1.